# Шишканова Світлана Федорівна

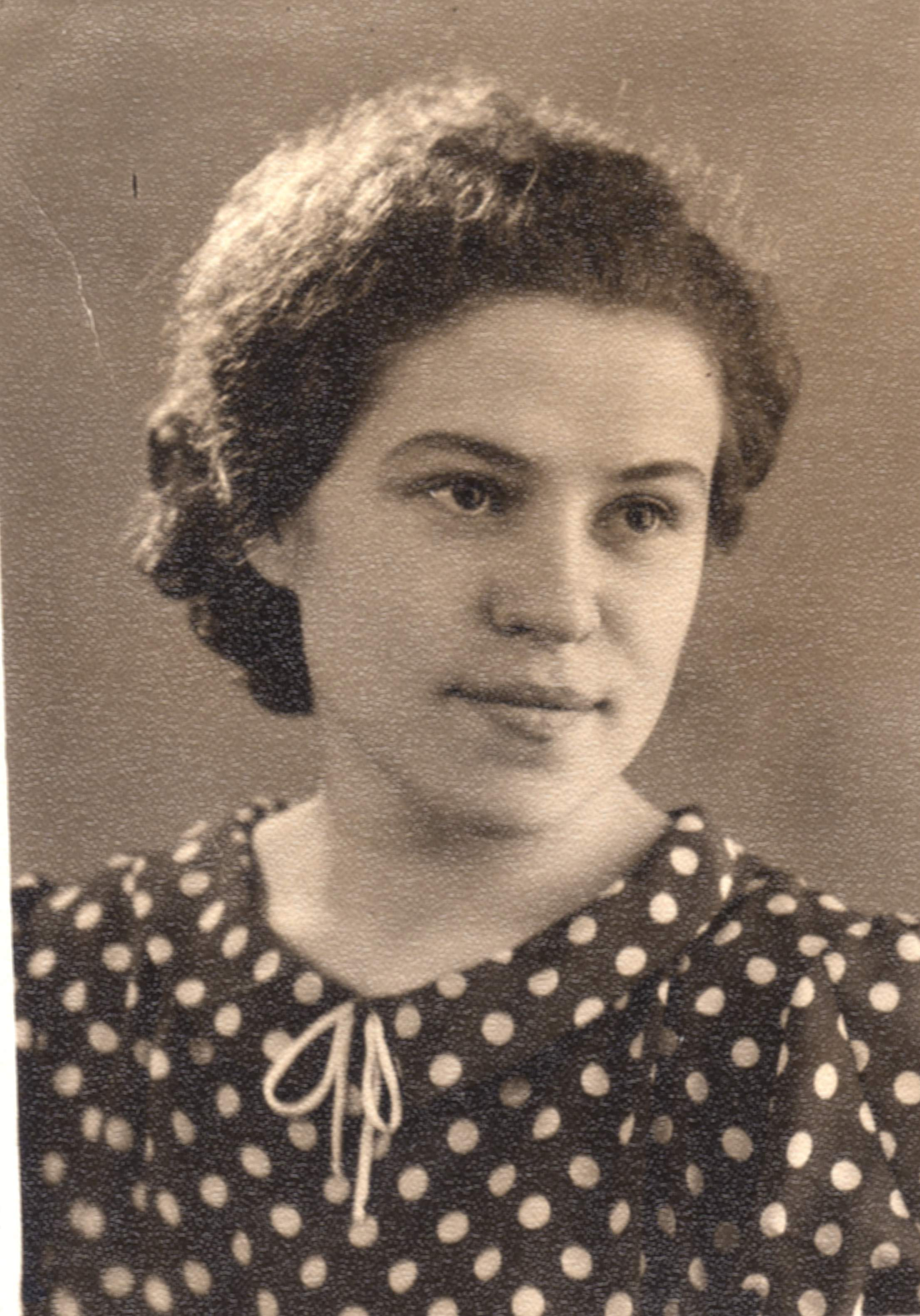

Шишканова Світлана Федорівна (18 серпня 1938, Красноярськ — 05 жовтня 2004, Дніпро) — український математик, педагог, доктор технічних наук, професор. Завідувачка кафедри математичного аналізу Запорізького національного університету.
Член-кореспондент Міжнародної Академії наук Вищої школи, член Національного Комітету України з теоретичної та прикладної механіки.

## Біографія
Народилася Світлана Федорівна у офіцерській родині 18 серпня 1938 року. У 1955 р. закінчила 67 Дніпропетровську середню школу з золотою медаллю. У тому ж році вступила до Дніпропетровського державного університету, який закінчила з відзнакою у 1960 році. Була одружена, дві доньки. Навчалася за спеціальністю «Механіка». Після закінчення вишу працювала молодшим науковим співробітником Українського науково-дослідного трубного інституту м. Дніпропетровська. У Запорізькому машинобудівному інституті ім. В. Я. Чубаря на кафедрі вищої математики  Світлана Федорівна пропрацювала 35 років: 1961 — асистент, 1969 — старший викладач, 1971 р. — доцент кафедри вищої математики Запорізького машинобудівного інституту ім. В. Я. Чубаря. 1982—1984 — старший науковий співробітник, 1984—1996 — доцент кафедри вищої математики Запорізького державного технічного університету. З 1996 р. по останні дні працювала завідувачем кафедри математичного аналізу Запорізького національного університету.

## Викладацька і наукова діяльність
У 1970 році захистила кандидатську дисертацію у Дніпропетровському державному університеті за темою «Дослідження напруженого стану навколо отворів у багатозв'язних пластинах та оболонках на пружній основі» під керівництвом академіка НАН України О. М. Гузя і отримала диплом кандидата фізико-математичних наук. У 1996 р. захистила докторську дисертацію за темою «Розробка і застосування методів теорії потенціалу до дослідження динаміки та міцності елементів машинобудівних конструкцій» у Національному технічному університету України «Київський політехнічний інститут» і отримала науковий ступінь доктора технічних наук. 
На кафедрі математичного аналізу вона очолила науковий напрям роботи за темою: «Багатовимірні інтегральні рівняння з особливостями та методи теорії потенціалу: застосування до просторових змішаних задач контактної взаємодії та теорії тріщин». Саме нею розроблено метод розв'язання змішаних просторових задач теорії пружності про напружено-деформований стан пружного тіла з плоскою двозв'язною тріщиною; знайдено точний в рядах розв'язок просторової задачі про вдавлювання кругового кільцевого в плані штампа, обмеженого довільною поверхнею; метод розв'язання просторових контактних задач з врахуванням сил тертя та шорсткості; метод дослідження коливань мембран, тонких пластин, що різняться від кругових, кільцевих; метод обчислення потенціалів неоднорідного простого шару, розподіленого по двозв'язній області, н'ютонівських об'ємних потенціалів неоднорідного тривимірного тіла, багатовимірних еліпсоїдів, потенціалів подвійного шару для деяких рівнянь вищих порядків, та ін. .
Під її керівництвом закінчили аспірантуру та захистили кандидатські дисертації молоді науковці, які зараз працюють продовжуючи роботу у галузі Прикладної математики. Вона мала близько 150 вагомих публікацій наукового і навчально-методичного характеру.
Шишканова С. Ф. була членом спеціалізованої вченої ради по захисту кандидатських та докторських дисертацій Д17.052.01 при Запорізькому національному технічному університеті; членом редакційної колегії фахового збірника наукових статей «Вісник Запорізького державного університету» (фізико-математичні науки). Успішно опонувала кандидатські дисертації у спеціалізованих вчених радах; була членом міжвузівських наукових семінарів «Актуальні проблеми математики і механіки» (ЗДУ), «Механіка деформівного твердого тіла» (ЗНТУ).
Шишканова С. Ф. була талановитим педагогом, стаж її педагогічної роботи у вищих закладах освіти IV рівня акредитації — 43 роки, в тому числі в Запорізькому державному університеті — 8 років. Вона була провідним фахівцем з основних навчальних курсів: «Математичний аналіз», «Функціональний аналіз», «Вища математика», читала спецкурси «Основи і методи теорії потенціалу», «Теорія наближення функцій», «Інтегральні рівняння», «Операційне числення», «Багатовимірні сингулярні інтегральні рівняння», «Методи розв'язання некоректних задач», «Теорія матричних ігор».
Шишканова С. Ф. була членом-кореспондентом Міжнародної Академії наук Вищої школи (Санкт-Петербурзьке відділення), членом Національного Комітету України з теоретичної та прикладної механіки.
Вона має відзнаки за допомогу підприємствам у впровадженні науково-дослідних і дослідно-конструкторських розробок у виробництво, численні подяки за висококваліфіковану підготовку фахівців, а також медаль «Ветеран праці» та грамоти різного рівня. Зробила вагомий внесок у розвиток механіки деформівних тіл і механіки суцільних середовищ. Важливі розробки виконано в області багатовимірних інтегральних рівнянь з особливостями та методів теорії потенціалу, що застосовуються до просторових змішаних задач контактної взаємодії та теорії тріщин, у побудові обчислювальних схем проекційного типу наближеного розв'язку систем інтегральних рівнянь.

## Основні публікації
1. Шишканова С. Ф. О вдавливании в упругое полупространство эллиптического штампа со скругленным краем // Изв. АН СССР. Механика твердого тела. — 1987. — № 3. — С. 77-80.
2. Шишканова С. Ф. О напряженном состоянии упругого пространства, ослабленного плоской трещиной, близкой к кольцевой // Прикладная механика.– 1990.– Т.26, № 5.– С. 9-13.
3. Шишканова С. Ф. О потенциале простого слоя тора с плотностью, зависящей от расстояния касательной плоскости до центра // Математические методы и физико-механические поля. — Киев. — Наукова думка. — 1989. — Вып. 29. — С.85-88
4. Шишканова С. Ф. Аналитические методы оценки параметров колебаний пластинки переменной массы // Вибродиагностика машин и механизмов. Методы и средства. — Труды ЦИАМ. — 1987. — Вып.1. — С.119-123
5. Shishkanova, S.F. (1993) Potential of a simple layer for a torus with density depending on the distance from a tangent plane to the center. J Math Sci 65, 1801–1803  [4]. https://doi.org/10.1007/BF01097238
6. Shishkanova S. F. (1990). Stress state of an elastic half-space weakened by a plane crack which is close to being annular. Soviet Applied Mechanics, 26 (5), 430-435. [5]
7. Shishkanova, S. F. (1987). Indentation of an elliptical die with a rounded edge into an elastic half-space. Mechanics of solids, (22), 3.
8. Roitman, A.B., Shishkanova, S.F. (1980) Pressing of a bevel annular punch into an elastic half-space. Soviet Applied Mechanics 16, 293–298. [6]
9. Roitman, A. B., Shishkanova, S. F. (1973). The solution of the annular punch problem with the aid of recursion relations. Soviet Applied Mechanics, 9 (7), 725–729. [7]
10. Guz', A.N., Shishkanova, S.F. (1972) Solution of problems for a circular cylindrical shell on an elastic base weakened by circular holes. Soviet Applied Mechanics 8, 433–436. [8]
11. Shishkanova, S.F. (1970) On the solution of problems for a shallow spherical shell on an elastic foundation in the case of multiply connected domains. Soviet Applied Mechanics 6, 133–139. [9]
12. Shishkanova, S.F. (1967) The stressed state of a plane weakened by a hole of the Zhukovskii profile type. Soviet Applied Mechanics 3, 78–80 . [10]